# Clara Archivolti Cavalieri

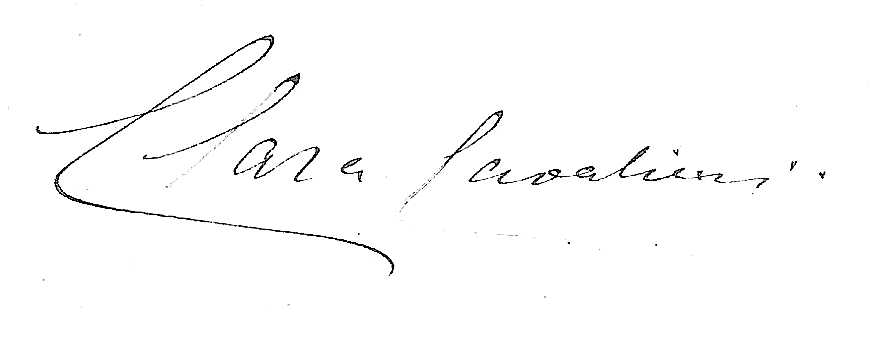
Firma autografa di Clara Archivolti Cavalieri

Clara Archivolti Cavalieri (Livorno, 21 ottobre 1852 – Roma, 24 gennaio 1945) è stata una filantropa italiana.

## Famiglia
Anna Rachele Clara era figlia di Raffaello Prospero Archivolti e di Adele Cavalieri Archivolti, appartenenti ad una famiglia ebraica di Livorno. Sposò nel 1873 il bibliofilo Giuseppe Davide Cavalieri, (nonché suo zio, essendo fratello di Adele) esponente della ricca borghesia imprenditoriale ebraica ferrarese in contatto con il mondo artistico culturale della città estense. Dal matrimonio nacquero Pico (1874-1917),
Bice Elisa (1879, morte incerta),
Elda (1881-1902)
ed Anita Raffaella (1884-1969) mentre Bice (1865) ed Elisa Rachéle (1864-1873) erano frutto del primo matrimonio di Giuseppe, rimasto vedovo da Laura Uselli (1840-1865), dando alla luce Bice, subito deceduta anch'essa.
A Bologna era conosciuta come "contessa Clara Cavalieri" e abitava a Villa Altura. Morì all’età di 92 anni a Roma il 24 gennaio 1945, dieci anni dopo il suo trasferimento nella capitale.

## Attività
Nel 1904 Clara Cavalieri istituì il Comitato per la diffusione delle bibliotechine scolastiche con lo scopo di diffondere le biblioteche nelle scuole elementari, dapprima circoscritto alla provincia ferrarese e nel 1907 spostato a Bologna, dove fissò la sede del Comitato centrale. Con la collaborazione del comune e di alcune personalità cittadine, la sua iniziativa ebbe successo, tanto che fu redatto il primo Catalogo sistematico e l'avvio dal 1911 del Bollettino delle biblioteche scolastiche italiane. Sotto la sua energica direzione, l’iniziativa ebbe un diffuso successo tanto da essere riconosciuta nel 1916 «come ente morale nella denominazione Associazione nazionale per le biblioteche delle scuole elementari». Dopo la prima guerra mondiale e con la morte del figlio, capitano Pico Cavalieri, il 4 gennaio 1917 e il 20 dicembre 1918 quella del marito Giuseppe, la sua direzione dell’ente perse gradualmente lo slancio iniziale. Nel 1929 quest'ente confluì nella Associazione nazionale fascista per le biblioteche delle scuole italiane e nel 1932 nell'Ente nazionale delle biblioteche popolari e scolastiche.